# Okręgowe rozgrywki w piłce nożnej woj. wileńskiego (1929)

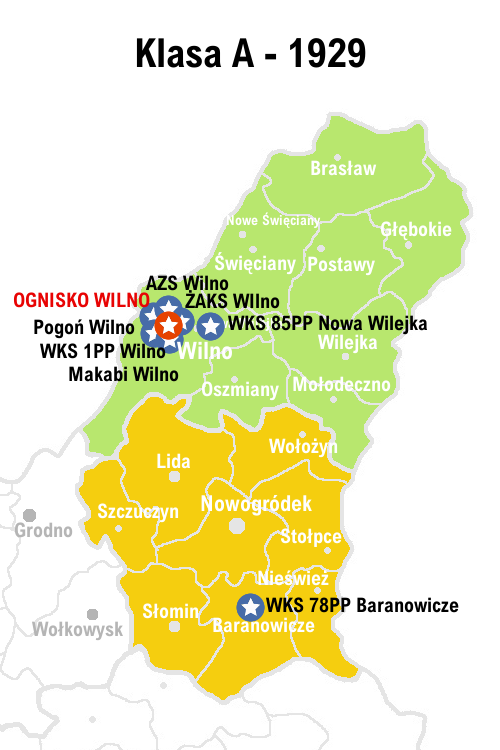
Kluby uczestniczące w Wileńskiej Klasie A w 1929 roku

7. Okręgowe rozgrywki w piłce nożnej województwa wileńskiego prowadzone są przez Wileński Okręgowy Związek Piłki Nożnej. Drużyny z województwa nowogródzkiego występują w rozgrywkach klasy A i B. 
Mistrzostwo Okręgu Wileńskiego zdobyła drużyna Ognisko Wilno.
| Rozgrywki | Poziomy rozgrywkowe w sezonie 1929 | Poziomy rozgrywkowe w sezonie 1929             | Poziomy rozgrywkowe w sezonie 1929             | Poziomy rozgrywkowe w sezonie 1929             | Poziomy rozgrywkowe w sezonie 1929 |
| --------- | ---------------------------------- | ---------------------------------------------- | ---------------------------------------------- | ---------------------------------------------- | ---------------------------------- |
| Centralne | I poziom ligowy                    | Liga                                           | Liga                                           | Liga                                           | Liga                               |
| Okręgowe  | II poziom ligowy                   | Klasa A (Wilno)                                | Klasa A (Wilno)                                | Klasa A (Wilno)                                |                                    |
| Okręgowe  | III poziom ligowy                  | Klasa B gr.I (Wileńska)                        | Klasa B gr. (Baranowicze)                      | Klasa B gr. (Baranowicze)                      |                                    |
| Okręgowe  | IV poziom ligowy                   | Klasa C Brak danych co do istnienia tej klasy. | Klasa C Brak danych co do istnienia tej klasy. | Klasa C Brak danych co do istnienia tej klasy. |                                    |

## Rozgrywki ogólnopolskie
Ognisko Wilno wystąpiło w eliminacjach do Ligi, w grupie IV zwyciężyło pokonując WKS 82PP Brześć oraz Cresovię Białystok, a w fazie finałowej eliminacji zajęło 4 ostatnie miejsce.

## Klasa A - II poziom rozgrywkowy
| Poz.                                                       | Drużyna                   | M  | Z  | R | P  | Bramki | Punkty | Pkt.końcowe | opis                    |
| ---------------------------------------------------------- | ------------------------- | -- | -- | - | -- | ------ | ------ | ----------- | ----------------------- |
| 1                                                          | Ognisko Wilno             | 14 | 13 | 1 | 0  | 54-14  | 27     | 27          | Przegrane elim. do ligi |
| 2                                                          | Makabi Wilno              | 14 | 10 | 1 | 2  | 36-17  | 21     | 23          |                         |
| 3                                                          | WKS 1PP Wilno             | 13 | 9  | 1 | 3  | 38-15  | 19     | 21          |                         |
| 4                                                          | Pogoń Wilno               | 12 | 6  | 0 | 6  | 22-16  | 12     | b.d.        |                         |
| 5                                                          | ŻAKS Wilno                | 13 | 3  | 1 | 9  | 17-27  | 7      | b.d.        |                         |
| 6                                                          | AZS Wilno                 | 13 | 3  | 1 | 9  | 16-34  | 7      | b.d.        |                         |
| 7                                                          | WKS 78PP Baranowicze (b)  | 11 | 0  | 1 | 10 | 5-30   | 1      | b.d.        |                         |
| 8                                                          | WKS 85PP Nowa Wilejka (b) | 9  | 2  | 0 | 7  | 7-42   | 4      | b.d.        | Spadek kl.B             |
| Tabela według informacji prasowych, brak wyników 7 meczów. |                           |    |    |   |    |        |        |             |                         |

- Zespół Pogoni został rozwiązany, większość piłkarzy zasiliła szeregi lokalnych rywali.
- Spadek WKS 85PP Nowa Wilejka, awans z klasy B WKS 77PP Lida.

Mecze:

- 1 runda
- 14.04. - WKS 1PP : AZS 2:0
- 14.04. - Ognisko : Pogoń 4:3
- 20.04. - WKS 85PP : AZS 2:1
- 21.04. - WKS 1PP : ŻAKS 4:0
- 27.04. - Makabi : Pogoń 1:0
- 28.04. - ŻAKS : AZS 1:0
- 27.04. - WKS 78PP : Ognisko 2:3
- 5.05. - WKS 78PP : Pogoń 0:4
- 4.05. - Ognisko : Makabi 6:0
- 5.05. - WKS 1PP : WKS 85PP 4:0
- 18.5. - ŻAKS : WKS 85PP 9:0
- 19.5. - Makabi : AZS 5:0
- 25.05. - Pogoń : ŻAKS 1:0
- 25.05. - Ognisko : WKS 1PP 1:1
- 1.06. - WKS 78pp : ŻAKS 0:1
- 2.06. - Makabi : WKS 85PP 6:2
- 2.06. - Makabi : WKS 78PP 0:0
- 8.06. - WKS 1PP : Pogoń 1:0
- 8.06. - Ognisko : AZS 4:0
- 15.06. - Makabi : ŻAKS 3:2
- 16.06. - WKS 1PP – WKS 78PP 3:2
- 22.06. - Pogoń : AZS 4:1
- 23.06. - Makabi : WKS 1PP 1:0
- 23.06. - WKS 85PP : Ognisko 0:8
- 30.06. - Ognisko : ŻAKS 2:0
- 29.06. - AZS : WKS 78PP 3:0(vo)
- 30.06. - Pogoń : WKS 85PP 3:0(vo)
- 78PP – 85PP (brak)
- 2 runda
- 7.07. - WKS 1PP : ŻAKS 4:1
- 9.07. - Pogoń : Makabi 1:1 (zweryf.0-3)
- 14.07. - Ognisko : 85PP 6:1
- 14.07. - WKS 85PP : ŻAKS 1:0
- 21.07. - Makabi : WKS 1PP 3:2
- 20.07. - AZS : ŻAKS 1:1
- 27.07. - Ognisko : Pogoń 3:1
- 28.07. - Makabi : ŻAKS 5:0
- 28.07. - WKS 1PP – WKS 78PP 4:1
- 4.08. -  Ognisko : AZS 2:0
- 4.08. - AZS : WKS 85PP 5:1
- 3.08. - WKS 1PP : Pogoń 2:0
- 10.08. - Makabi : 78pp 3:0(vo)
- 11.08. - Ognisko : 78pp 3:0 (vo)
- 16.08. - Ognisko : 1PP 5:4
- 17.08. - Pogoń : ŻAKS 3:1
- 17.08. - WKS 78PP : WKS 85PP (brak)
- 18.08. - Ognisko : Makabi 4:1
- 26.08. - WKS 1PP : AZS 7:1
- 26.08. - Makabi : AZS 5:1
- 31.08. - Pogoń : WKS 78PP 3:0
- 1.09. - AZS : WKS 78PP 3:0
- 1.09. - Ognisko : ŻAKS 3:1
- AZS : Pogoń (brak)
- WKS 78pp : ŻAKS (brak)
- WKS 1PP : WKS 85PP (brak - zwycięstwo 1PP)
- WKS 85PP : Pogoń (brak)
- WKS 85PP : Makabi (brak - zwycięstwo Makabi)

## Klasa B - III poziom rozgrywkowy
Faza finałowa - eliminacje do klasy A

- Eliminacje wygrał WKS 77PP Lida.

Grupa wileńska
Brak dokładnych danych co do ilości grup, prawdopodobne jest, że Lida stanowiła odrębną grupę.
| Poz. | Drużyna            | M | Z | R | P | Bramki | Punkty |
| ---- | ------------------ | - | - | - | - | ------ | ------ |
| 1    | WKS 77PP Lida      |   |   |   |   |        |        |
| ?    | RKS Siła Wilno     |   |   |   |   |        |        |
| ?    | WKS 1PP II Wilno   |   |   |   |   |        |        |
| ?    | Makabi II Wilno    |   |   |   |   |        |        |
| ?    | Ognisko II Wilno   |   |   |   |   |        |        |
| ?    | WKS Pogoń II Wilno |   |   |   |   |        |        |
| ?    | AZS II Wilno       |   |   |   |   |        |        |

Grupa baranowicka
Brak dokładnych danych jakie zespoły uczestniczyły w rozgrywkach.
| Poz. | Drużyna                | M | Z | R | P | Bramki | Punkty |
| ---- | ---------------------- | - | - | - | - | ------ | ------ |
| 1    | b.d.                   |   |   |   |   |        |        |
| ?    | Makabi Baranowicze     |   |   |   |   |        |        |
| ?    | WKS Słonim             |   |   |   |   |        |        |
| ?    | (Strzelec Baranowicze) |   |   |   |   |        |        |
| ?    | (ŻKS Słonim)           |   |   |   |   |        |        |
| ?    | (PKS Nowogródek)       |   |   |   |   |        |        |

- (w nawiasach) – brak pewności co do uczestnictwa danych zespołów w rozgrywkach.

## Klasa C - IV poziom rozgrywkowy
- Brak danych co do istnienia tej klasy rozgrywkowej.